# Roger Teulat
Roger Teulat (Rogièr Teulat en occitan) est un linguiste français né à Frayssinet (Lot) le 16 décembre 1938.
Spécialiste de la langue occitane, il a enseigné cette dernière à l'université Blaise-Pascal de Clermont-Ferrand.
Ses axes de recherches tournent autour de l'histoire (ex. ancien occitan avec les troubadours) et l'évolution des parlers occitans mais également les codifications et standardisation de la langue.

## Travaux

### Occitan standard
Son œuvre porte notamment sur l'évolution de la langue et la littérature occitanes avec essai de normalisation de la langue vers un modèle référentiel : l'occitan standard,. Il est un des principaux spécialistes de ce domaine dont il a élaboré en premier les critères.
C'est à ce titre un des membres du Conselh de la Lenga Occitana.

### Nord-occitan
Il participe aussi à des codifications locales comme pour le nord-occitan en Auvergne,. Concernant cette région, il insiste sur le fait que l'appellation « auvergnat » entretient la confusion avec le nom de l'ancienne province, et propose plutôt un « occitan du centre-nord ».
Les actuelles recherches en linguistique rejoignent cette idée comme l'exprime notamment Jean Roux : «  C'est par simplification que l'on utilise ce vocable, car en aucun cas l'auvergnat ne peut être considéré comme une entité linguistique autonome ».
Il a longtemps enseigné l'occitan à l'université Blaise-Pascal de Clermont-Ferrand, l'actuelle Université Clermont-Auvergne. Il a eu parmi ses étudiants des figures de la littérature occitane en Auvergne comme Noël Lafon ou Étienne Coudert. Il prend sa retraite de l'université en 1999.

### Ancien occitan
Il produit parallèlement des études sur l'histoire de la langue et édition de textes anciens notamment ceux en ancien occitan. Il est ainsi un des principaux spécialistes des troubadours notamment ceux originaires d'Auvergne,.
Il a ainsi publié trois anthologies des troubadours originaires des départements auvergnats actuels : Cantal (2005), Haute-Loire (2009) et Puy-de-Dôme (2011).